# Predela

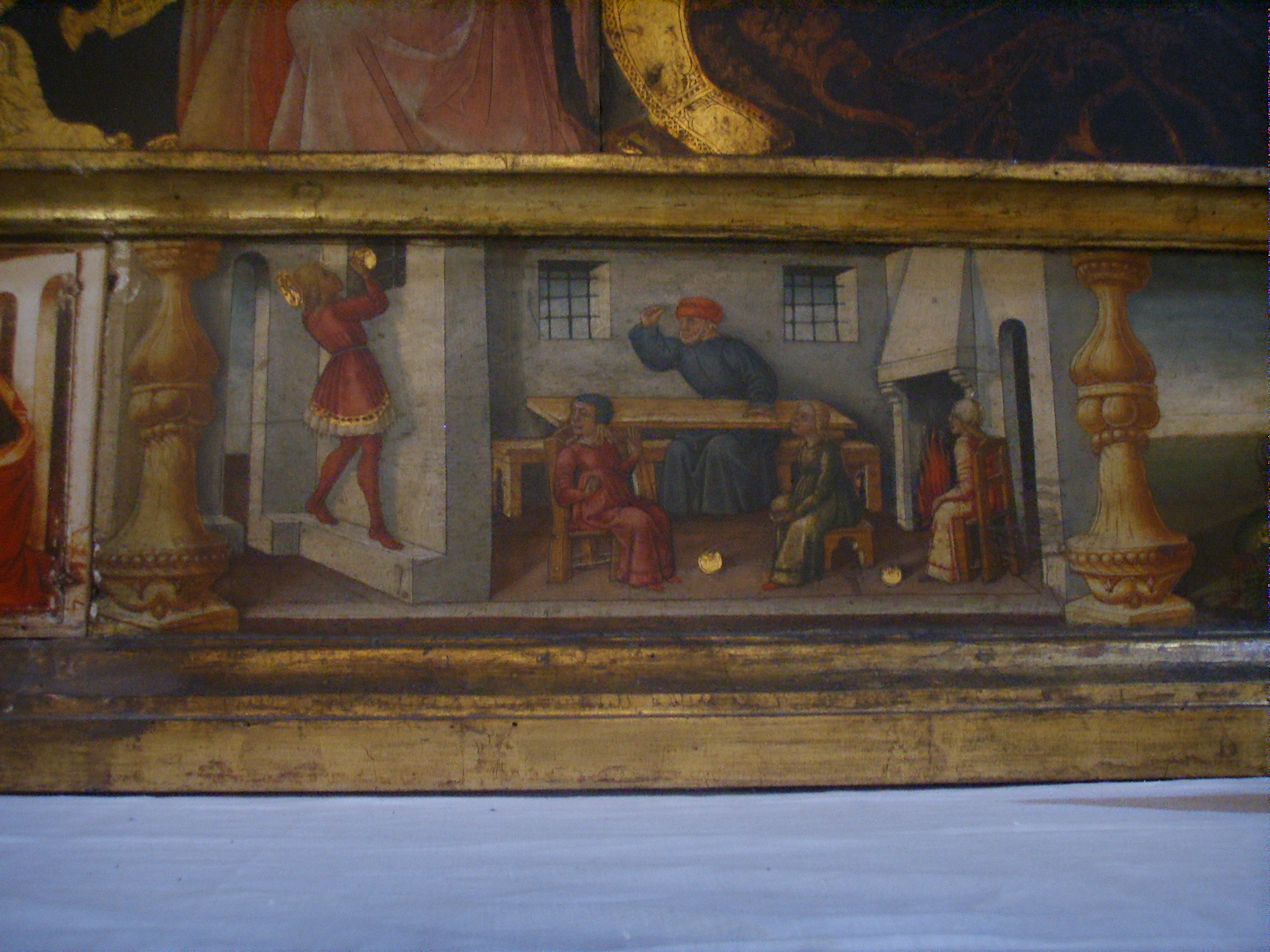
Predela de la Coronación de la Virgen, en la iglesia de San Juanito de los caballeros, en Florencia, por Neri di Bicci.

Una predela (del italiano predella) es un banco o banca de retablo, esto es, la parte inferior horizontal de este. En general, la predela es la plataforma sobre la que se asienta un altar y de ahí que se conozca con el mismo nombre (predela) a las pinturas o esculturas que recorren el marco en la parte inferior del retablo. A menudo son escenas narrativas, por ejemplo, escenas en la vida de un santo en particular.
Ejemplos de predelas son:
- Duccio - la predela de su Maestà
- Lorenzo Monaco - Escenas de la vida de san Benito (h. 1407-9) · cfr. (inglés) · web.archive.org (.nationalgallery.org.uk)
- Luca Signorelli - La Adoración de los Pastores (1510-1515)
- Matthias Grünewald - La Crucifixión de Cristo (Retablo de Isenheim)
- Dante Gabriel Rossetti - La doncella bienaventurada (1878).
- Anunciación - Obra de pequeño formato cuya autoría se discute y que se conserva en el Museo del Louvre

- Datos: Q1411766
- Multimedia: Predellas / Q1411766